# Santa Rosa (ort i Bolivia, Beni)
Santa Rosa är en ort i Bolivia.   Den ligger i departementet Beni, i den nordvästra delen av landet, 600 km norr om huvudstaden Sucre. Santa Rosa ligger 167 meter över havet och antalet invånare är 4 459.
Terrängen runt Santa Rosa är mycket platt. Runt Santa Rosa är det mycket glesbefolkat, med 2 invånare per kvadratkilometer.. Det finns inga andra samhällen i närheten.
Omgivningarna runt Santa Rosa är huvudsakligen savann.